# Couvent des Filles-Notre-Dame de Limoges
Le couvent des Filles-Notre-Dame de Limoges est un couvent situé à Limoges dans le département de la Haute-Vienne en région Nouvelle-Aquitaine.

## Historique
Le portail d'entrée est inscrit au titre des monuments historiques par arrêté du 27 septembre 1946.